# Milo (New York)
Pour les articles homonymes, voir Milo.
Milo est une ville du comté de Yates, dans l'État de New York, aux États-Unis,. En 2020, elle compte une population de 6 803 habitants.

## Démographie
Lors du recensement de 2020, la ville comptait une population de 6 803 habitants, tandis qu'en 2022, elle est estimée à 6 816 habitants.